# Пешкир
Пешкир (од тур. peşkir) убрус је комад тканине која лако упија воду. Најчешће служи убрзавању сушења тела, руку или лица што се постиже директним контактом са њиме, путем приањања или трљања. Углавном је правоугаоног облика, али се израђује и у другим облицима. У жаргонском изражавању, реч пешкир и њена изведеница пешко могу бити синоними за најчешће вулгарну реч педер.Пешкири слуҗе за брисање лица након умивања,брисање тела након купања или туширања и за брисање ногу, самим тим за различите потребе,јављају се у различитим величинама. Пешкири за брисање тела имају грубљу текстуру да би особа након купања могла након брисања да се брже осуши.Пешкири за брисање лица су углабном памучни,имају мекану текстуру и најмањи су. Највећи су они пешкири који се користе на летовању које људи користе да би на њима лежали на плажи. Пешкири који се користе као предмет за обављање личне хигијене имају дуготрајност у употреби.